# Diplazium latisquamatum
Diplazium latisquamatum är en majbräkenväxtart som beskrevs av Richard Eric Holttum.
Diplazium latisquamatum ingår i släktet Diplazium och familjen Athyriaceae. Inga underarter finns listade i Catalogue of Life.